# Vanishing point, volume 1
Vanishing point, volume one is een livealbum van AirSculpture. Het maakt deel uit van een drietal livealbums onder de titel Vanishing point. Deel 1 bevat opnamen, die de muziekgroep maakte tijdens een rondreis in de Verenigde Staten (oostkust, 2011), waarbij concertzalen en radiostations, gespecialiseerd in elektronische muziek, werden aangedaan. De muziek bestaat uit muziek uit de Berlijnse School, ambientfragmenten worden afgewisseld met fragmenten waarin de sequencer een belangrijke rol heeft. Toen het album in 2015 werd uitgebracht, was de band al jaren niet meer actief. Het verscheen zowel als download als op compact disc.
Track 1 is opgenomen tijdens een concert in het stadje Woodcliff Lake in New Jersey (One thousand pulses), tracks 2, 4 en 5 voor radiostation Star's end (WXPN, Philadelphia (Pennsylvania)) en track 3 voor Secret Music (WVKR).

## Musici
- Adrian Beasley, John Christian, Pete Ruczynski – synthesizers, elektronica

## Muziek
| Nr. | Titel          | Duur  |
| --- | -------------- | ----- |
| 1.  | Systole        | 18:28 |
| 2.  | Boardwalking   | 13:46 |
| 3.  | Ranger station | 11:08 |
| 4.  | Necrophone     | 25:45 |
| 5.  | Jersey greys   | 10:40 |